# М-5 (двигатель)
М-5 — советский V-образный авиадвигатель жидкостного охлаждения, построенный обратной разработкой клон американского авиадвигателя Liberty L-12.

## История создания
История советского двигателя М-5 началась в 1922 году с инициативного предложения московского завода «Икар» по организации производства мощных двигателей для молодой Республики. Перед заводом была поставлена задача по копированию зарубежных двигателей, причем в качестве образцов были выбраны американский Либерти L-12 и французский Испано-Сюиза 8Fb мощностью соответственно 400 и 300 л.с.
Мотор Либерти L-12 был выбран главным образом потому, что на московском самолетостроительном заводе ГАЗ №1 разворачивалось производство одного из лучших самолетов-разведчиков того времени с этим мотором — английского «Де Хэвилленд» DH-9 — получившего в СССР название Р-1.
По имевшемуся на ГАЗ № 2 (так назывался завод «Икар») изношенному трофейному образцу мотора «Либерти» в конце 1922 года был выпущен комплект рабочих чертежей мотора в метрической системе мер, что потребовало большого числа поверочных расчетов. Были разработаны система допусков и посадок, технологии изготовления и сборки деталей и узлов, изготовлен режущий и мерительный инструмент и приспособления. Завод был реконструирован, укомплектован недостающим оборудованием и несколько расширен. Работа по выпуску документации и подготовке производства велась под руководством конструктора А. А. Бессонова и главного инженера завода М. П. Макарука.
Первый двигатель прошел государственные испытания в декабре 1923 года, а первая партия двигателей была принята комиссией в 1924 году. В серийное производство двигатель был запущен на заводе «Икар» и ленинградском «Большевике» (бывшем Обуховском) под обозначением М-5-400 — мотор, пятый образец, мощность 400 л.с. (впоследствии просто М-5).
К 1925 году серийное производство обеспечивало поставку вполне надежных двигателей М-5. Их надежность была подтверждена участием самолетов с этими двигателями в ряде перелетов, в том числе в перелете Москва-Пекин в июне — июле 1925 года двух самолетов Р-1, которые пилотировали М. М. Громов и М. А. Волковойнов.
Двигатели М-5 находились в производстве несколько лет, эксплуатировались до 1932—1933 годов; общее их количество составляло несколько тысяч. Они устанавливались на самолетах-разведчиках Р-1, МР-1 и Р-З, на импортных самолетах Фоккер C-IV и истребителях: И-1 в вариантах Поликарпова и Григоровича, и И-2. Также М-5 использовались в лёгком танке БТ-5. Только для поставки на самолетостроительные заводы было изготовлено около 3200 двигателей.

## Описание двигателя
Двигатель М-5 представлял собой двухрядный 12-цилиндровый V-образный двигатель с отдельно стоящими цилиндрами и углом развала рядов 45 градусов. Шатуны — вильчатые, подшипники коленчатого вала — скользящие баббитовые. Уникальной особенностью мотора-прототипа Liberty, воспроизведенной и на М-5, было батарейное зажигание, как на автомобильных двигателях, с двумя свечами на цилиндр. Мотор имел два карбюратора и был оборудован приводами к синхронизатору пулемета, счетчику оборотов, бензонасосу и агрегатам самого мотора.
В качестве моторного топлива использовался (терминология тех лет) бакинский бензин 2-го сорта. Моторное масло ААС (летнее) и АВ (зимнее).

## Варианты и модификации
- М-9 — проект X-образного двигателя на базе блоков двигателя «Либерти». Опытный экземпляр не строился.
- М-10 — опытный вариант двигателя с развалом блока цилиндров в 60°. Изготовлен один экземпляр, испытывавшийся в сентябре — декабре 1926 года.

## Экспозиция в музеях
Двигатель М-5 представлен в экспозициях следующих музеев:
- музей ВВС, Монино (Московская область)[1]
- Бронетанковый музей в Кубинке